# Ga Bắc Hồng
Ga Bắc Hồng là một nhà ga xe lửa tại xã Bắc Hồng, huyện Đông Anh, thành phố Hà Nội. Nhà ga là một điểm của đường sắt Hà Nội - Lào Cai và nối với ga Đông Anh với ga Thạch Lỗi.
Giới thiệu chung:
ga Bắc Hồng km26 + 870 thuộc tuyến đường sắt Hà Nội – Lào Cai– Địa chỉ: Xã Bắc Hồng – Huyện Đông Anh – Hà Nội– Ga Bắc Hồng là ga hạng 4– Vai trò, nhiệm vụ của ga là tổ chức chạy tàu, đón, tiễn tàu khách, tàu hàng và tổ chức tránh vượt các đoàn tàu.•Trạm Tằng My km 0 + 600 thuộc tuyến đường sắt Văn Điển – Bắc Hồng– Địa chỉ: Xã Nam Hồng – Huyện Đông Anh – Hà Nội– Là trạm bổ trợ của ga Bắc Hồng– Vai trò, nhiệm vụ của trạm là tổ chức chạy tàu, đón, tiễn tàu.

## Các tuyến
- Đường sắt Hà Nội - Lào Cai
- Đường sắt Bắc Hồng - Văn Điển